# ロードノース
ロードノース（Lord North、2016年2月9日 - ）は、アイルランド生産、イギリス調教の競走馬。主な勝ち鞍は2020年のプリンスオブウェールズステークス、2021年 - 2023年のドバイターフ3連覇。

## 戦績

### 2歳（2018年） ～3歳（2019年）
2018年10月19日レッドカー競馬場芝8ハロンの条件戦でデビュー勝ちを収める。翌2019年4月29日ニューカッスル競馬場AW8ハロンの条件戦では後続に11馬身差をつけ圧勝する。その後のレースでは勝ち星から見放されていたが、9月28日のケンブリッジシャーハンデキャップを制して3勝目を挙げる。10月19日アスコット競馬場のハンデ戦2着を挟み、11月2日のジェームズシーモアステークス（L）を勝利して3歳シーズンを終えた。

### 4歳（2020年）
6月7日、重賞初挑戦のブリガディアジェラードステークス（G3）で接戦を抑えて勝利。6月17日、ロイヤルアスコット開催のプリンスオブウェールズS（G1）に出走。ジャパン、アデイブに続く3番人気に支持され、レースでは外から前をまとめて交わし、2着アデイブに3馬身2/4差を付けてG1初勝利を果たした。ゴスデン師は、「去勢してから落ち着いているが、いまだにとてもお調子者な馬。それでも以前のようにクレイジーではない」と語った。
8月19日、英インターナショナルステークス（G1）に出走。1番人気ガイヤースが逃げ切ってG1三連勝を果たすなか、ロードノースは2着マジカルに続く3着に入った。続く英チャンピオンステークス（G1）ではアデイブの10着（最下位）に大敗し、ブリーダーズカップターフ（G1）ではタルナワの4着に敗れた。

### 5歳（2021年）
3月27日、ドバイターフ（G1）に出走。発走するとロードノースは後方4番手を追走し、直線では大外から突き抜け、一時は抜け出す構えだった2着ヴァンドギャルドに3馬身差を付けて勝利した。
プリンスオブウェールズステークスは、馬場状態を考慮して回避した。また「喉の感染症」を発症したことで、ロードノースは約1年間戦線を離脱することとなった。

### 6歳（2022年）
サウジカップデーの同日である2月26日、「休養明けのひと叩き」としてウィンターダービー（G3）に出走し、アレンカーの2着に入った。
3月26日、連覇を懸けたドバイターフに出走。発走するとパンサラッサが溜めた逃げを打つなかロードノースはシュネルマイスターの横で追走。直線に入ると追い込みにかかり、逃げるパンサラッサ、後方馬群から急追したヴァンドギャルドの両頭とともにほぼ同時にゴールに入線した。写真判定の結果パンサラッサとの1着同着となり、ロードノースは史上初となる同レースの連覇を達成した。
この後、5月22日に行われたタターソールズゴールドカップでは中団追走も直線で伸びを欠き4着、続くプリンスオブウェールズステークスではゲート入り直前に目隠しを外す段取りだったが、その目隠しが手綱に引っかかり鞍上のランフランコ・デットーリは取り外すことが出来ず、ゲートが開いた直後も枠内にとどまるアクシデントが発生し大出遅れて最下位の5着に沈む。7月2日のエクリプスステークスではヴァデニの4着に敗れて以後休養に入る。

### 7歳（2023年）
2月25日のウィンターダービー（G3）から始動し連覇を果たすと、3月25日のドバイターフに出走。道中中団追走から残り100mで抜け出すと最後はダノンベルーガの追撃を退け同競走3連覇の偉業を成し遂げた。

### 8歳（2024年）
2月24日のウィンターダービー（G3）で始動したがミリタリーオーダーの2着に敗れると、4連覇をかけて挑んだ3月30日のドバイターフでは中団追走も直線で伸びを欠き8着に沈む。イギリスへ帰国後、4月26日のbet365マイル（G2）は3着に入るも、6月19日のプリンスオブウェールズステークスでは8着に終わる。9月24日に現役を引退することを発表。引退後はニューマーケットのウッディットンにある「ゴドルフィン・リホーミング」で余生を送る。

## 競走成績
以下の内容は、JRA-VAN Ver. World、Racing Postの情報に基づく。
| 競走日     | 競馬場           | 競走名                           | 格 | 距離（馬場）  | 頭数 | 枠番 | 馬番 | 着順 | タイム  | 着差       | 騎手         | 斤量 | 1着馬（2着馬）     |
| ---------- | ---------------- | -------------------------------- | -- | ------------- | ---- | ---- | ---- | ---- | ------- | ---------- | ------------ | ---- | ------------------ |
| 2018.10.19 | レッドカー       | 条件戦                           |    | 芝1600m（重） | 10   | 5    | 8    | 01着 | 1:39.00 | 1馬身      | R.ハヴリン   | 9-7  | （Fox Leicester）  |
| 2019.04.29 | ニューカッスル   | 条件戦                           |    | AW1600m（良） | 2    | 3    | 2    | 01着 | 1:39.49 | 11馬身     | R.ハヴリン   | 8-10 | （Neesaan）        |
| 0000.05.23 | サンダウン       | ヘロンS                          | L  | 芝1600m（良） | 8    | 1    | 5    | 08着 | -       | 7馬身 1/2  | R.ハヴリン   | 9-0  | King Of Comedy     |
| 0000.09.06 | アスコット       | ハンデ戦                         |    | 芝1600m（良） | 7    | 6    | 7    | 02着 | -       | 1/2馬身    | R.ハヴリン   | 9-0  | Bless Him          |
| 0000.09.28 | ニューマーケット | ケンブリッジシャーハンデキャップ |    | 芝1800m（良） | 30   | 29   | 18   | 01着 | 1:46.99 | 3/4馬身    | L.デットーリ | 9-0  | （Beringer）       |
| 0000.10.19 | アスコット       | ハンデ戦                         |    | 芝1600m（不） | 20   | 20   | 1    | 02着 | -       | 2馬身 1/4  | L.デットーリ | 9-0  | Escobar            |
| 0000.11.02 | ニューマーケット | ジェームズシーモアS              | L  | 芝2000m（不） | 5    | 3    | 4    | 01着 | 2:11.11 | -2馬身 1/4 | R.ハヴリン   | 9-8  | （Pablo Escobarr） |
| 2020.06.07 | ヘイドック       | ブリガディアジェラードS          | G3 | 芝2040m（稍） | 5    | 9    | 4    | 01着 | 2:11.74 | 短アタマ   | R.ハヴリン   | 9-2  | （Elarqam）        |
| 0000.06.17 | アスコット       | プリンスオブウェールズS          | G1 | 芝1990m（良） | 7    | 7    | 6    | 01着 | 2:05.63 | -3馬身 3/4 | J.ドイル     | 9-6  | （Addeybb）        |
| 0000.08.19 | ヨーク           | 英インターナショナルS            | G1 | 芝2050m（良） | 5    | 4    | 3    | 03着 | -       | 4馬身 1/4  | J.ドイル     | 9-5  | Ghaiyyath          |
| 0000.10.17 | アスコット       | 英チャンピオンS                  | G1 | 芝1990m（重） | 10   | 7    | 5    | 10着 | -       | 13馬身 1/2 | J.ドイル     | 9-0  | Addeybb            |
| 0000.11.07 | キーンランド     | BCターフ                         | G1 | 芝2400m（良） | 10   | 6    | 6    | 04着 | -       | 2馬身 3/4  | L.デットーリ | 9-0  | Tarnawa            |
| 2021.03.27 | メイダン         | ドバイターフ                     | G1 | 芝1800m（良） | 12   | 9    | 10   | 01着 | 1:46.46 | 3馬身      | L.デットーリ | 9-0  | （Vin De Garde）   |
| 0000.06.16 | アスコット       | プリンスオブウェールズS          | G1 | 芝1990m（良） | 6    | 4    | 3    | 取消 | 2:06.86 | -          | L.デットーリ | -    | Love               |
| 2022.02.26 | リングフィールド | ウィンターダービー               | G3 | AW2000m（良） | 7    | 5    | 7    | 02着 | -       | 2馬身 1/2  | R.ハヴリン   | 9-2  | Alenquer           |
| 0000.03.26 | メイダン         | ドバイターフ                     | G1 | 芝1800m（良） | 14   | 8    | 8    | 01着 | 1:45.77 | 同着       | L.デットーリ | 9-1  | Panthalassa        |
| 0000.05.22 | カラ             | タタソールズ金杯                 | G1 | 芝2100m（良） | 8    | 4    | 6    | 04着 | -       | 1馬身 3/4  | L.デットーリ | 9-5  | Alenquer           |
| 0000.06.15 | アスコット       | プリンスオブウェールズS          | G1 | 芝2100m（良） | 5    | 5    | 2    | 05着 | -       | 7馬身      | L.デットーリ | 9-2  | State Of Rest      |
| 0000.07.02 | サンダウン       | エクリプスS                      | G1 | 芝1990m（良） | 6    | 1    | 3    | 04着 | -       | 1馬身      | J.ドイル     | 9-9  | Vadeni             |
| 2023.02.25 | リングフィールド | ウィンターダービー               | G3 | AW2000m（良） | 6    | 3    | 5    | 01着 | 2:02.32 | 3馬身 3/4  | R.ハヴリン   | 9-2  | （Tyrrhenian Sea） |
| 0000.03.25 | メイダン         | ドバイターフ                     | G1 | 芝1800m（良） | 14   | 7    | 3    | 01着 | 1:47.39 | 3/4馬身    | L.デットーリ | 9-0  | (Danon Beluga)     |

## 血統表
| ロードノースの血統 | ロードノースの血統                 | ロードノースの血統                 | （血統表の出典）                   | （血統表の出典）    |
| 父系               | ミスタープロスペクター系           | ミスタープロスペクター系           | ミスタープロスペクター系           | [ § 2 ]             |
| 父 Dubawi 2002     | 父の父Dubai Millennium 1996        | Seeking the Gold                   | Mr. Prospector                     | Mr. Prospector      |
| 父 Dubawi 2002     | 父の父Dubai Millennium 1996        | Seeking the Gold                   | Con Game                           |                     |
| 父 Dubawi 2002     | 父の父Dubai Millennium 1996        | Colorado Dancer                    | Shareef Dancer                     | Shareef Dancer      |
| 父 Dubawi 2002     | 父の父Dubai Millennium 1996        | Colorado Dancer                    | Fall Aspen (USA)                   |                     |
| 父 Dubawi 2002     | 父の母Zomaradah 1995               | Deploy                             | Shirley Heights                    | Shirley Heights     |
| 父 Dubawi 2002     | 父の母Zomaradah 1995               | Deploy                             | Slightly Dangerous                 |                     |
| 父 Dubawi 2002     | 父の母Zomaradah 1995               | Jawaher                            | *ダンシングブレーヴ                | *ダンシングブレーヴ |
| 父 Dubawi 2002     | 父の母Zomaradah 1995               | Jawaher                            | High Tern                          |                     |
| 母 Najoum 2008     | 母の父Giant's Causeway 1997        | Storm Cat                          | Storm Bird                         | Storm Bird          |
| 母 Najoum 2008     | 母の父Giant's Causeway 1997        | Storm Cat                          | Terlingua                          |                     |
| 母 Najoum 2008     | 母の父Giant's Causeway 1997        | Mariah's Storm                     | Rahy                               | Rahy                |
| 母 Najoum 2008     | 母の父Giant's Causeway 1997        | Mariah's Storm                     | *イメンス                          |                     |
| 母 Najoum 2008     | 母の母Divine Dixie 1995            | Dixieland Band                     | Northern Dancer                    | Northern Dancer     |
| 母 Najoum 2008     | 母の母Divine Dixie 1995            | Dixieland Band                     | Mississippi Mud                    |                     |
| 母 Najoum 2008     | 母の母Divine Dixie 1995            | Hail Atlantis                      | Seattle Slew                       | Seattle Slew        |
| 母 Najoum 2008     | 母の母Divine Dixie 1995            | Hail Atlantis                      | Flippers                           |                     |
| 母系(F-No.)        | (FN:5-h)                           | (FN:5-h)                           | (FN:5-h)                           | [ § 3 ]             |
| 5代内の近親交配    | Northern Dancer 4×5×5、Roberto 5×5 | Northern Dancer 4×5×5、Roberto 5×5 | Northern Dancer 4×5×5、Roberto 5×5 | [ § 4 ]             |
| 出典               | 1. 2. 3. 4.                        | 1. 2. 3. 4.                        | 1. 2. 3. 4.                        | 1. 2. 3. 4.         |